# Gurs
Gurs is een gemeente in het Franse departement Pyrénées-Atlantiques (regio Nouvelle-Aquitaine) en telt 383 inwoners (1999). De plaats maakt deel uit van het arrondissement Oloron-Sainte-Marie. Tijdens de Duitse bezetting was hier een gevangenkamp gevestigd voor Joden en tegenstanders van het Vichyregime.

## Geografie
De oppervlakte van Gurs bedraagt 10,9 km², de bevolkingsdichtheid is 35,1 inwoners per km².
De onderstaande kaart toont de ligging van Gurs met de belangrijkste infrastructuur en aangrenzende gemeenten.

## Demografie
Onderstaande figuur toont het verloop van het inwonertal (bron: INSEE-tellingen).